# Нахичеванский музей литературы
Нахичеванский Музей Литературы (азерб. Cəlil Məmmədquluzadə adına Naxçıvan Ədəbiyyat Muzeyi) — музей в Нахичеване (Азербайджан), научно-исследовательский центр и просветительское учреждение. Нахичеванский Музей Литературы носит имя азербайджанского журналиста, просветителя и писатель-сатирика Джалила Мамедкулизаде.

## История
Нахичеванский Музей Литературы имени Джалила Мамедкулизаде был открыт в Нахчыване 12 июня 1967 года в соответствии с решением Совета Министров СССР 1966 года. На момент открытия в музее имелось 98 экспонатов, на данный момент экспонатов насчитывается более 19 000. В фонде музея представлены ценные рукописи, образцы прикладного и изобразительного искусства, старинные и современные книги (в том числе автографы), газеты и журналы, сувениры и другие музейные материалы, отражающие историю многовековой азербайджанской литературы. В экспозиции большое место уделено известным представителям классической и современной азербайджанской литературы, поэтам и писателям Нахичевана.
В экспозиции и фонде представлены произведения разного жанра, созданные скульпторами и мастерами кисти Азербайджана, документы по истории Нахичеванского театра: афишы, программы, эскизы представлений, фотографии, отражающие творчество известных мастеров театра.

## Филиал Нахичеванского Музея Литературы
В Шарурском районе действует Джалилкендский филиал Литературного музея. Здесь демонстрируются документы, фотоматериалы и личные предметы известного азербайджанского писателя Джалила Мамедкулизаде.